# Ляпкін Юрій Євгенович
Юрій Євгенович Ляпкін (нар. 21 січня 1945, Балашиха, Московська область, РРФСР, СРСР) — радянський хокеїст, захисник. Олімпійський чемпіон. Заслужений майстер спорту (1973).

## Біографія
Вихованець спортивного клуба «Машинобудівник» (Балашиха). Під керівництвом тренера Дмитра Рижкова займався хокеєм і футболом. У складі «Машинобудівника» Ляпкин став чемпіоном Московської області з футболу.
Виступав за воскресенський «Хімік» і московський «Спартак». Чемпіон СРСР 1976 року. Фіналіст кубка СРСР 1972. У чемпіонатах СРСР провів 437 матчів, закинув 126 шайб.
Незважаючи на деяку м'якість в грі і не дуже високу швидкість, став одним з найсильніших захисників завдяки високій техніці володіння шайбою і тактичному кругозору. Майстер ігрової імпровізації, вміло підключався до атак і завершував їх результативними кидками.
Учасник легендарних суперсерій проти канадських професіоналів з Національної хокейної ліги (1972) і Всесвітньої хокейної асоціації (1974). Всього 11 матчів, 1 гол.
На Олімпіаді 1976 року, утрьох, разом з Володимиром Шадріним і Геннадієм Циганковим, протягом двох хвилин, оборонявся проти п'яти гравців збірної Чехословаччини. Матч завершився перемогою з рахунком 4:3 і здобуттям олімпійського золота. На чемпіонатах світу — чотири золотих і одна срібна нагороди.
На Олімпійських іграх і чемпіонатах світу провів 45 матчів, набрав 29 очок (7+22). Всього в складі збірної СРСР провів 128 ігор, 18 голів. У збірній переважно грав з Володимиром Лутченко, Геннадієм Циганковим, Євгеном Паладьєвим і Сергієм Коротковим.
Нагороджений медаллю «За трудову доблесть» (1975). Сім разів обирався до списку кращих хокеїстів сезону (1970, 1971, 1973—1977). Разом з Володимиром Шадріним три сезони захищав кольори японського клубу «Одзі Сейсі» (1979—1982).
Випускник Коломенського педагогічного інституту (1972), тренер. У 1992—1998 роках — тренер-консультант префектури Нагано (Японія). Під його керівництвом були всі команди — дитячі, юнацькі, дорослі, жіночі. У 1999—2002 роках — генеральний менеджер хокейного клубу «Крила Рад».

## Досягнення
- Олімпійські ігри

 Чемпіон (1): 1976
- Чемпіонат світу

 Чемпіон (4): 1971, 1973, 1974, 1975
 Віце-чемпіон (1): 1976
- Чемпіонат Європи

 Чемпіон (3): 1973, 1974, 1975
 Віце-чемпіон (1): 1971
 Третій призер (1): 1976
- Чемпіонат СРСР

 Чемпіон (1): 1976
 Віце-чемпіон (1): 1973
 Третій призер (1): 1965, 1970, 1975
- Кубок СРСР

 Фіналіст (1): 1972